# بلقاسم براهيمي
بلقاسم براهيمي (مواليد 20 يناير 1994، بوسعادة) هو لاعب كرة قدم جزائري. يلعب كمدافع لنادي وفاق سطيف في الرابطة الجزائرية المحترفة الأولى.

## المسيرة
خاض 46 مباراة مع نصر حسين داي في الرابطة الجزائرية المحترفة الأولى وسجل ثلاثة أهداف. شارك أيضًا مع هذا الفريق في كأس الكونفدرالية الإفريقية خلال موسم 2018-2019. في عام 2019، وقع عقدًا مع نادي مولودية الجزائر. شارك مع مولودية الجزائر في دوري أبطال إفريقيا خلال دوري أبطال إفريقيا 2020-2021.